# Heinrich Saffe

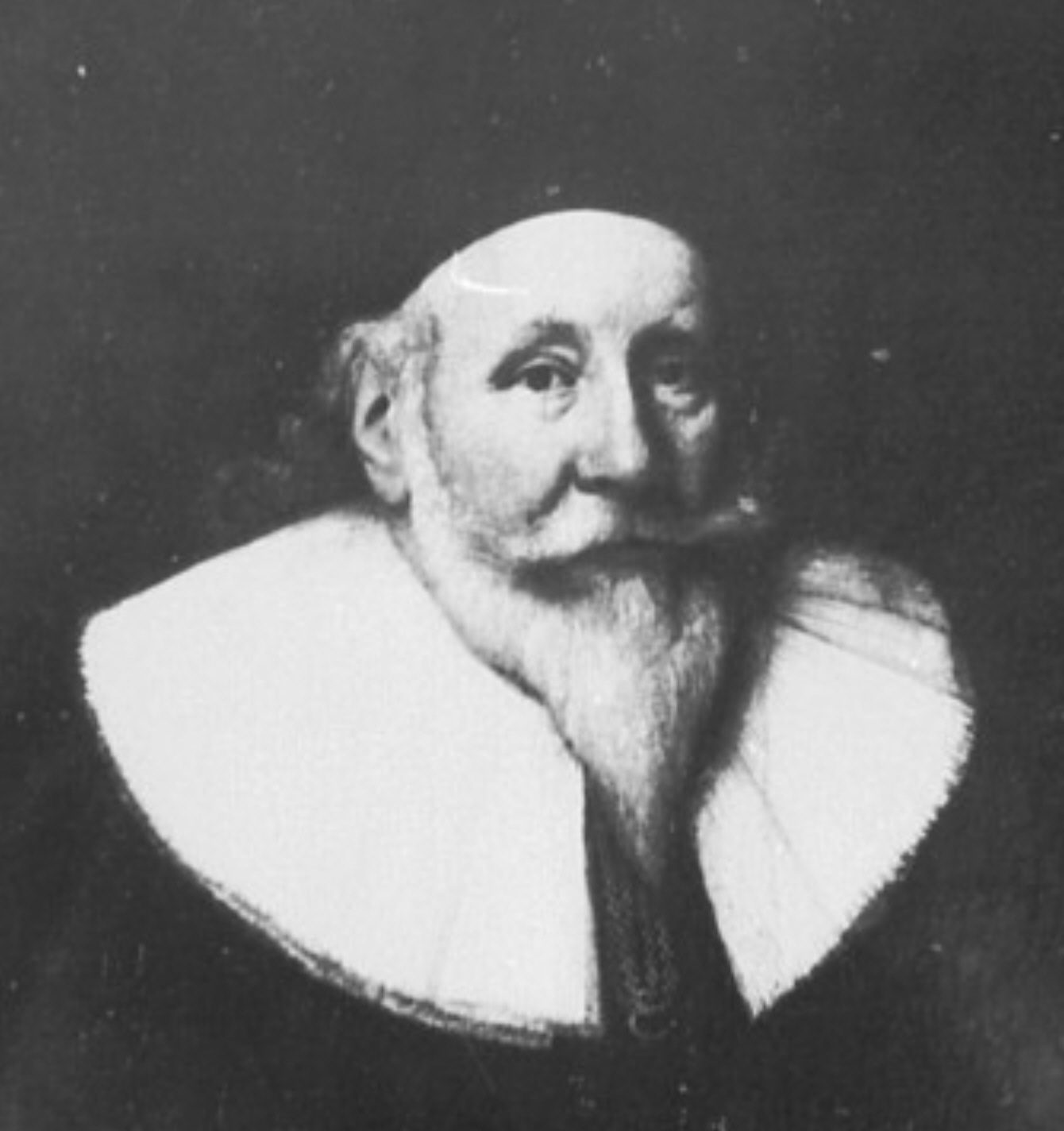
Heinrich Saffe (Ausschnitt aus dem Vollporträt)

Heinrich Saffe (* 1599 in Lübeck; † 16. Februar 1665 ebenda) war Jurist und Ratsherr in der Hansestadt Lübeck.

## Leben
Heinrich Saffe war Sohn des Lübecker Ratsherrn Barthold Saffe, der 1609 seines Amtes als Ratsherr enthoben worden war, weil er sich nicht an den Geschäften des Rates beteiligte und auch nicht zu den Ratssitzungen erschien. Heinrich Saffe studierte von 1619 bis 1624 Rechtswissenschaften an den Universitäten von Leipzig, Jena und Rostock. Er schloss mit dem Lic. jur. ab und ließ sich als Advokat in seiner Heimatstadt nieder. 1644 wurde er in den Rat der Stadt gewählt. Er gehörte 1645 der Gesandtschaft der Städte Lübeck, Hamburg und Bremen an die drei regierenden Fürsten von Braunschweig-Lüneburg an, die an den Höfen von Braunschweig, Celle und Hannover wegen des Ausbaus der 1644 begonnenen Befestigungen des Harburger Schlosses, einer Nebenresidenz der Braunschweig-Lüneburger, zur Barockfestung mit Zitadelle remonstrierte. Ab 1661 war Saffe auch Kämmereiherr. Sein Vollporträt hängt im Haus der Kaufmannschaft.